# RMC Story
RMC Story (anteriorment Numéro 23) és un canal de televisió francès, propietat del grup Diversité TV France, que es presenta com a òrgan independent. El canal fou inaugurat per primer cop el 12 de desembre del 2012 i des del 2015 ha estat comprat per NextRadioTV. El canal és el resultat de la crida del Consell de l'Audiovisual francès per ampliar els canals disponibles en la televisió digital terrestre francesa. En un principi, Diversité TV va proposar TVous com a canal, que posteriorment va haver de fusionar-se amb URb TV. Però és finalment al 5 de juny del 2012 quan el canal aconsegueix el vistiplau definitiu. El canal es presenta amb temàtica generalista.